# 포르 케 노 테 카야스

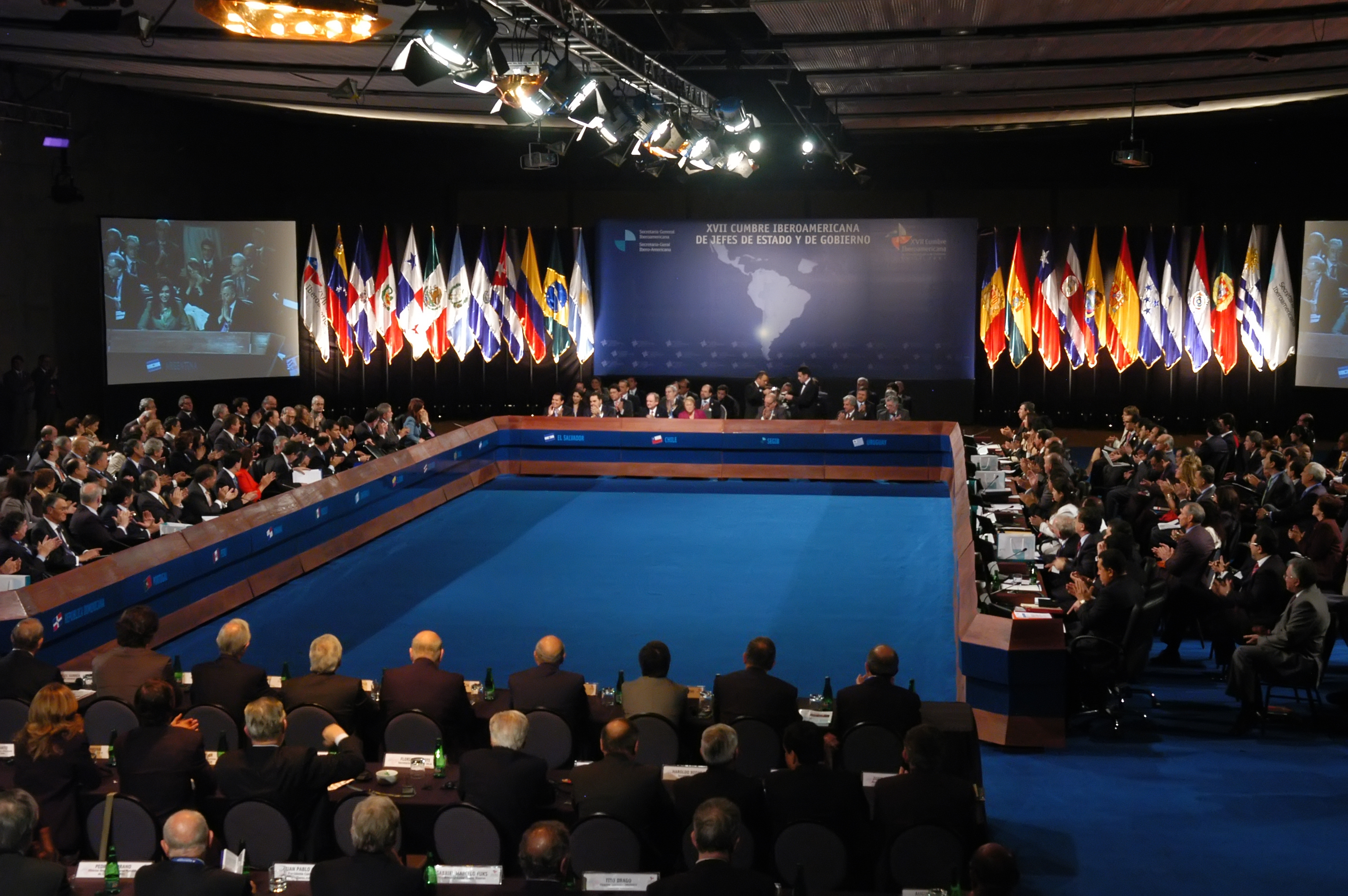
문제의 발언이 등장한 이베로 아메리카 정상회의

포르 케 노 테 카야스(스페인어: ¿Por qué no te callas? IPA: [poɾˈke no te ˈkaʎas])는 2007년, 칠레 산티아고에서 열린 이베로 아메리카 정상회의에서 스페인 국왕 후안 카를로스 1세가 스페인 총리 호세 루이스 로드리게스 사파테로의 말을 가로막던 베네수엘라 대통령 우고 차베스에게 한 말이다. 한국어로 번역하자면 입 닥치지 못할까? 정도가 된다. 국왕의 발언이 있었던 이후, 휴대전화 벨소리, 도메인 이름, 티셔츠, 동영상 등이 인기를 끌었다.

## 사건
2007년 11월 10일에 있었던 모임에서, 차베스 대통령은 스페인 전 총리 호세 마리아 아스나르가 ‘쿠바와 거리를 두라’고 차베스에게 말하자 차베스는 내정간섭이라고 받아들이며 그를 이라크 전쟁을 옹호하는 파시스트라고 부르며
이라크 전쟁을 옹호하자, 그를 파시스트이자 인간 이하의 존재라고 비난했고, 아스나르가 2002년 자신을 권좌에서 물러나게 만들 뻔 했던 쿠데타를 뒤에서 지휘했다고 하면서 스페인 총리 호세 루이스 로드리게스 사파테로의 발언을 방해했다. 사파테로와 차베스 사이의 관계는, 라틴 아메리카의 가난을 이겨내기 위해서 더 많은 외국 자본을 끌어와야 한다는 망언 때문에 이미 악화돼 있었다. 차베스 대통령은 그의 말과 반대되는 외국 자본을 몰아내는 정책을 취하고 있었다. 공격적인 발언 때문에, 아스나르의 정책에 반대했던 사파테로 총리 마저도 그를 감싸면서, 스페인 사람들에 의해 선출된 법적인 대표임을 강조했다.
주최 측에서 차베스의 마이크를 껐음에도 불구하고 차베스 대통령은 사파테로 총리의 발언을 계속 방해했다. 이를 지켜보던 후안 카를로스 1세는 차베스를 향해 몸을 기울여서 "¿Por qué no te callas?" ("입 다물지 못할까?")라는 말을 했다. 다니엘 오르테가 니카라과 대통령이 자국 선거에 대한 스페인의 간섭과 니카라과의 스페인 에너지 기업에 대하여 불평을 제기할 때쯤 퇴장했다. 국왕이 공식적인 자리에서 이렇게까지 분노를 표출한 적이 없었다고 한다.
타임 지에 의하면 차베스 대통령이 사파테로 총리의 발언을 가로막은 이유는, 차베스 자신이 외국 자본을 더 많이 유치하면 결국 가난을 더 심화시킨다고 생각했기 때문이다. 라틴 아메리카의 가난을 해결하려면 사회주의만이 답이라고 생각했기 때문에, 아스나르 전 총리를 포함한 자유 시장 "독재자"들을 비난했다. 그 말 때문에 사파테로 총리는 아스나르 전 총리 역시 정당하게 선출된 총리라고 항변했다.
뉴욕 타임즈 지는 스페인과 이전 식민지 사이의 끝나지 않은 복잡한 관계를 보여 주는 상황이라고 해석했다.

## 반응
이 사건 이후, 차베스 대통령은 후안 카를로스 1세의 정치적 정당성과 2002년 베네수엘라 쿠데타 기도에 개입 여부를 질문했다. 아스나르 총리를 비난하지 못하게 하는 행위는 히틀러를 비난하지 못하게 하는 행위와 같지 않느냐는 말도 했다. 스페인과 베네수엘라 사이의 관계를 다시 생각해 보거나, 베네수엘라 내 스페인 기업의 활동을 더 감시할 수도 있다는 뜻을 내비쳤다. 스페인 정부는 국왕의 반응과 사파테로 총리의 선거에 의해 당선된 사람의 존엄성을 보장한 발언에 긍정적인 반응을 보였다.
사건이 일어난 후 차베스 대통령은 후안 카를로스 국왕의 사과를 요청했고, 스페인과의 외교 관계 재설정 및 스페인 투자 기업에 대한 조치를 취할 것을 경고하였다. 스페인 외교관들은 이 발언을 매우 우려했고, 스페인 외교부에서는 국왕의 발언이 스페인-라틴 아메리카 관계에서 생긴 불협 화음임을 부인했다.
국왕의 발언은 다른 국가 지도자들 사이에서도 반응이 엇갈렸다. 페루 대통령 알란 가르시아와 엘 살바도르 대통령 안토니오 사카는 스페인 국왕을 지지했고, 브라질 대통령 루이스 이나시우 룰라 다 시우바는 차베스를 지지했다.

## 인기
사파테로 총리는 귀국한 후 딸이 "¿Por qué no te callas?"라는 말로 인사하기 전까지 국왕의 발언이 인기있었음을 알지 못했다.
국왕의 발언은 휴대전화 벨소리, 티셔츠, 인삿말 등 여러 곳에서 인기를 끌었다. 도메인 이름 porquenotecallas.com의 가격은 2007년 11월 16일 4600 달러까지 오른 적이 있었다. 유튜브에서도 이 발언 및 편집한 비디오가 인기를 끌었다. 스페인에서 이 발언으로 만들어진 휴대폰 벨소리는 50만 건 이상이 다운로드되었고, 150만 유로 정도의 수익을 내었다.
발언이 있은 후 채 하루도 지나지 않아서, 왕의 발언은 스페인어 축구 중계에서 논쟁이 있을 법한 상황이 발생했을 때 중계자들의 입에 올랐다. 스페인에서는 이 발언을 가장 멋지게 하는 경연 대회도 열렸다. 신시태니 인콰이어러 지는 이 발언이 로널드 레이건 전 미국 대통령의 "Tear down this wall!"(이 장벽을 허무시오) 발언만큼 큰 파장을 가져올 수 있다고 분석했다. LA 타임즈 지는 스페인어권에서 잊혀지기 힘든 발언이라고 했다.
차베스 정부에 반대하는 사람 역시 이 발언을 슬로건으로 삼았다. 아르헨티나에서는 2007년 12월 6일부터 '¿Por qué no te callas?'라는 텔레비전 프로그램이 방송되기 시작했다.

## 같이 보기
- Shut up